# Эберл, Тодд
Тодд Эберл (Todd Eberle, 1963, Кливленд, Огайо, живёт и работает в Коннектикуте и Нью-Йорке) — современный американский фотограф, известный интересом к произведениям искусства и архитектуре, эстетике минимализма.
Получил известность в начале 1990-х благодаря знаковым фотографиям работ Дональда Джадда и архитектуры в Марфе (Техас) и Нью-Йорке. Тодд Эберл является фотографом Vanity Fair, его персональные выставки прошли в Художественном институте Чикаго и Музее современного искусства Сан-Франциско.

## Образование
- 1985 The Cooper Union, Нью-Йорк

## Персональные выставки
| - 2009 Light and Sie Gallery, Даллас - 2008 Gallery White Room Tokyo, Токио - 2007 Gagosian Gallery, Беверли Хиллз - 2006 The Art Institute of Chicago, Чикаго - 2005 The San Francisco Museum of Modern Art, Сан-Франциско | - 2004 WPS1/MoMA, Нью-Йорк - 2004 Tate Modern, Лондон - 2001 Galerie Thaddaeus Ropac, Париж - 2000 Robert Miller Gallery, Нью-Йорк - 1988 Paula Allen Gallery, Нью-Йорк |